# Carpelimus fulvipes
Carpelimus fulvipes är en skalbaggsart som först beskrevs av Wilhelm Ferdinand Erichson 1840.  Carpelimus fulvipes ingår i släktet Carpelimus och familjen kortvingar. Inga underarter finns listade i Catalogue of Life.